# Ødis Kirke
Ødis kirke er en dansk kirke som ligger i Ødis Sogn. Kirken blev opført i 1857, den blev tegnet af stadsbygmester L. A. Winstrup, og er senest blevet restaureret i 2004. Inden den nuværende kirke blev bygget, lå en middelalderkirke på stedet, fra den er det kun døbefonten som endnu er bevaret.
Udenfor kirken til højre for indgangen står skulpturen "Jakobskampen" af billedhuggeren Johannes Bjerg, der var født i Ødis.

## Eksterne kilder og henvisninger
- Ødis Kirke hos KortTilKirken.dk